# Pawłowięta
Pawłowięta [ˈpavwɔvʲɛ̃ta] (deutsch Paulinenhof) war ein
Dorf in der polnischen Woiwodschaft Ermland-Masuren und lag im Bereich der Gmina Mrągowo (Landgemeinde Sensburg) im Powiat Mrągowski (Kreis Sensburg).

## Geographische Lage
Die Ortsstelle von Pawłowięta liegt inmitten der Woiwodschaft Ermland-Masuren und elf Kilometer nördlich der Kreisstadt Mrągowo (deutsch Sensburg).

## Geschichte
Der Gutsort Paulinenhof wurde am 29. Dezember 1853 gegründet und war bis 1945 ein Wohnplatz innerhalb der Gemeinde Langenbrück  (polnisch Lembruk). Dem Ort wurde – da er aus zusammenhängenden Ländereien der Dorfschaft Langenbrück bestand – der Name „Paulinenhof-Langenbrück“ gegeben, wobei der Zusatz aber bereits in den Folgejahren aufgegeben wurde. Als Ortschaft
der Gemeinde Langenbrück gehörte Paulinenhof zum Kreis Sensburg im Regierungsbezirk Gumbinnen (1905 bis 1945: Regierungsbezirk Allenstein) in der preußischen Provinz Ostpreußen. Im Jahre 1867 zählte Paulinenhof 59, 1885 noch 51 und 1905 wieder 57 Einwohner.
Mit dem gesamten südlichen Ostpreußen wurde Paulinenhof 1945 in Kriegsfolge an Polen überstellt und erhielt die polnische Namensform „Pawłowięta“. Es wurde aufgegeben, seine Ortsstelle nach Lembruk eingegliedert und dann der Gmina Mrągowo (Landgemeinde Sensburg) im Powiat Mrągowski (Kreis Sensburg) zugeordnet. Pawłowięta gilt als „ehemaliges Dorf“ (polnisch dawna wieś) und als eines der „verlassenen Dörfer in der Woiwodschaft Ermland-Masuren“ (polnisch opuszczone wsie w województwie warmińsko-mazurskich).

## Kirche
Bis 1945 war Paulinenhof in die evangelische Kirche Seehesten in der Kirchenprovinz Ostpreußen der Kirche der Altpreußischen Union sowie in die katholische Pfarrkirche in Heiligelinde (polnisch Święta Lipka) im damaligen Bistum Ermland eingepfarrt.

## Verkehr
Die Ortsstelle von Paulinenhof resp. Pawłowięta ist über einen Landweg zu erreichen, der bei Lembruk (Langenbrück) von der Straße Święta Lipka (Heiligelinde)–Kiersztanowo (Kerstinowen, 1938 bis 1945 Kersten) abzweigt. Eine Bahnanbindung besteht nicht.